# Sharon Mitchell

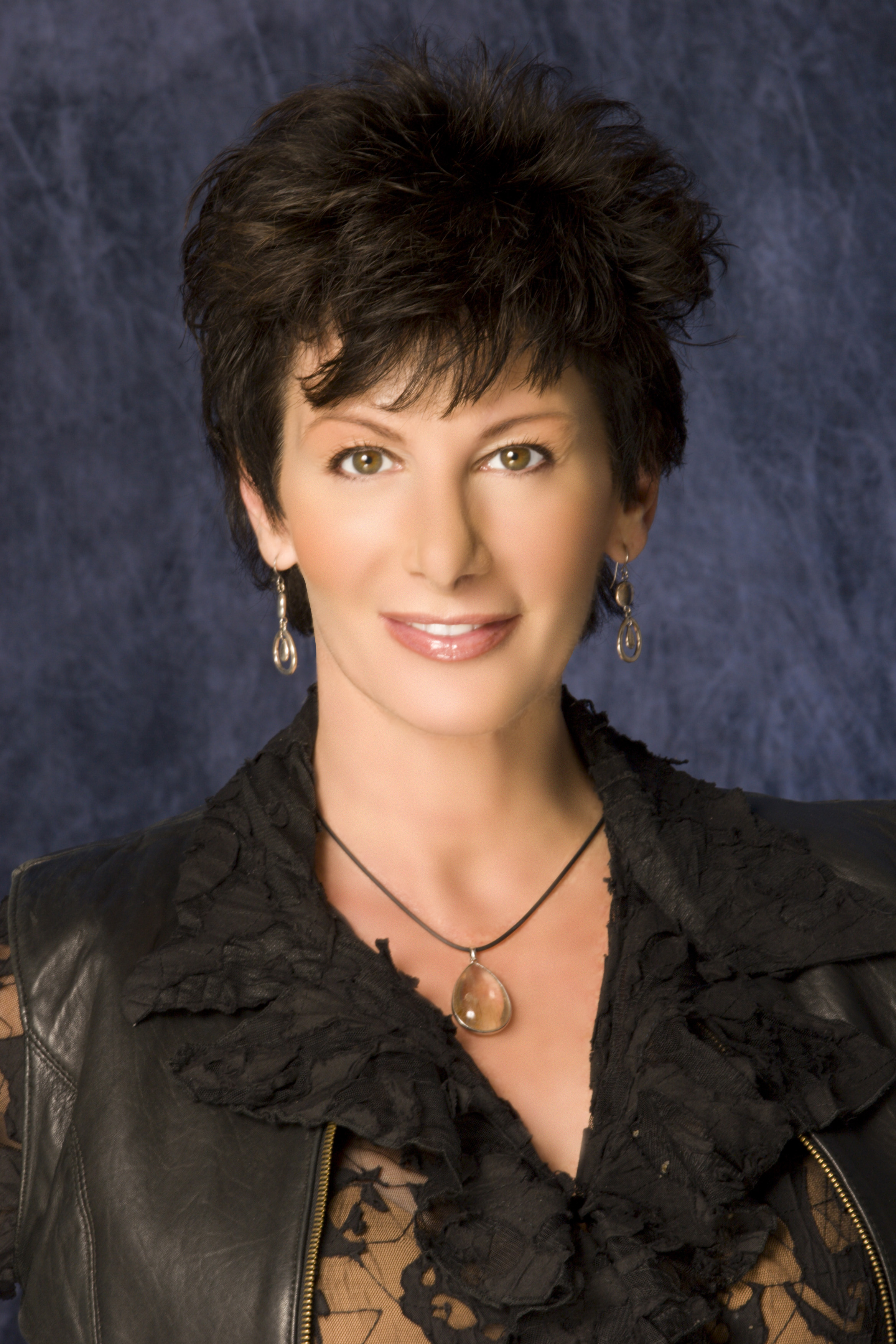
Sharon Mitchell, 2006

Sharon Mitchell (* 18. Januar 1956) ist eine US-amerikanische Sexualwissenschaftlerin, Gesundheitswissenschaftlerin und ehemalige Pornodarstellerin sowie Gründerin der 2011 geschlossenen Adult Industry Medical Health Care Foundation.

## Leben
Als Waisenkind wurde sie in ein katholisches Elternhaus adoptiert und wuchs in Monmouth County (New York) auf. Bereits mit 17 Jahren heiratete sie. In New York trat sie später als Tänzerin und Schauspielerin in kleinen Theatern auf, bevor sie Mitte der 1970er Jahre ihre Karriere als Pornodarstellerin begann. 1975 änderte sie ihren Namen als Hommage an Martha Mitchell.
Sie wirkte während ihrer über zwanzigjährigen Karriere als Darstellerin in der Pornofilmindustrie in über 200 Filmen mit und war an der Produktion von 38 dieser Filme als Regisseurin beteiligt. Sie begann früh eine Tätigkeit als Bondage-Model und spezialisierte sich zu Beginn der 1990er Jahre als Darstellerin auf Pornofilme des Genres BDSM. In diesen Filmen übernahm sie häufig die Rolle einer Domina. Mitchell betätigte sich in Pornofilmen sexuell sowohl mit männlichen als auch weiblichen Darstellern.
Mitchells berufsbedingte Erfahrungen mit Gesundheitsschäden waren für ihren späteren Lebensweg entscheidend. Sie infizierte sich während ihrer 16-jährigen Heroinabhängigkeit beim Tausch von Spritzennadeln mit Hepatitis. Im Rahmen ihrer Arbeitstätigkeit steckte sie sich mit den Geschlechtskrankheiten Herpes, Chlamydien und Trichomoniasis an.

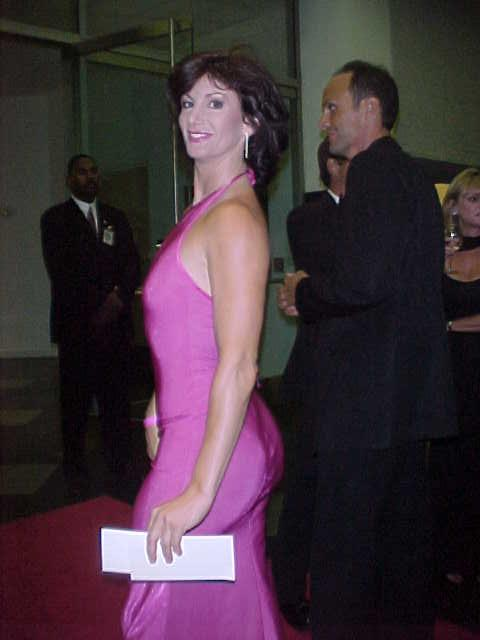
Sharon Mitchell bei einer Veranstaltung der Free Speech Coalition (2000)

Am 30. März 1996 wurde sie von einem Stalker überfallen, gefangengehalten, vergewaltigt und beinahe ermordet. Trotz ihrer Verletzungen konnte sie ihren Peiniger überwältigen und flüchten. Sie selbst sagt dazu: „That was the wake-up call from the universe, the moment of clarity“ (Dies war ein Weckruf des Universums, der Moment der Klarheit.). Sie änderte ihr Leben, führte ihren Entzug erfolgreich zu Ende, absolvierte ein Studium der Sexualwissenschaft (human sexuality) und promovierte zum Ph.D. 22 Monate nach der Vergewaltigung durch den Stalker gründete sie 1998 die Adult Industry Medical Health Care Foundation (AIM), die Pornodarsteller regelmäßig über sexuell übertragbare Erkrankungen aufklärte und Tests durchführte. Anfang 2011 musste AIM schließen.
Mitchell wurde im Jahre 1984 für ihre Rolle im Film Sexcapades mit dem AVN Award als beste Darstellerin ausgezeichnet. Sie wurde wegen ihrer Tätigkeit als Darstellerin jeweils in die AVN Hall of Fame, in die XRCO Hall of Fame und 1994 in die Liste der Legends of Erotica aufgenommen. Sie wurde ebenfalls dreimal mit dem CAFA-Award ausgezeichnet: 1982 – Best Supporting Actress for Blue Jeans, 1983 – als Best Actress für Sexcapades und 1983 – als Best Supporting Actress für Night Hunger. 2001 wurde sie mit dem Hot d’Or d'Honneur ausgezeichnet.
2004 wurde Sharon Mitchell als eine von 30 bekannten Pornodarstellern von dem amerikanischen Fotografen Timothy Greenfield-Sanders in seinem Buch XXX: 30 Porn-Star Portraits und seiner HBO-Dokumentation Thinking XXX porträtiert. 2008 trat sie in dem Dokumentarfilm 9to5 – Days in Porn von Jens Hoffmann auf.

## Filmografie (Auswahl)
- 1977: Schpritz
- 1977: Barbara Broadcast
- 1980: Maniac
- 1982: Wanda Whips Wall Street
- 1986: Kamikaze Hearts
- 1987: Firestorm
- 1998: WADD – The Life & Times of John C. Holmes

## Auszeichnungen
- 1982: CAFA Award als Best Supporting Actress in Blue Jeans (geteilt mit Lisa De Leeuw)
- 1983: CAFA Award als Best Actress in Sexcapades
- 1983: CAFA Award als Best Supporting Actress in Night Hunger
- 1984: AVN Award als Best Actress – Film in Sexcapades
- 1988: Aufnahme in die XRCO Hall of Fame
- 1994: Legends of Erotica Hall of Fame
- Aufnahme in die AVN Hall of Fame
- 2001: Hot d’Or d’honneur (Ehrenpreis)
- 2008: XBIZ Award für Lifetime Achievement-Industry Contribution